# Charles Cerné
Charles Cerné (* 6. Januar 1897 in Wien; † 23. Oktober 1943 ebenda), geboren Carl Cerné, war ein österreichischer Pianist und Komponist.

## Leben
Über seine Herkunft ist wenig bekannt. Seine musikalische Laufbahn begann als Geiger im Wiener Volksopernorchester und als Korrepetitor an der Volksoper. Am 22. Dezember 1916 wurde Cerne zum Konzertmeister für Klavier am Mozarteum in Salzburg ernannt, schied aber nach 2 Jahren zum Ende des Schuljahres 1917/18 wieder aus.
Zwischen 1924 und 1931 war Cerne Klavierpartner von Váša Příhoda, mit dem er Schallplatten einspielte und gemeinsam Werke arrangierte. Später bis zu seinem Tode war er der ständige Klavierbegleiter von Erna Sack. Im Film „Blumen aus Nizza“ aus dem Jahre 1936 sieht man Cerne auf der Bühne am Klavier, während Erna Sack das Lied „Ein Blumenstrauss aus Nizza“ (Musik: Dénes Buday) singt. Daneben trat er seit 1919 immer wieder als Klavierbegleiter anderer Sänger und Instrumentalisten auf.
Er war von 1935 bis zu seinem Tode wohnhaft in Wien, Am Kohlmarkt 12.

## Werke

### Kompositionen für Violine und Klavier
Diese Werke wurden in erster Linie für die Konzerte mit Váša Příhoda geschrieben.
- Gloriette - Alt Wiener Walzer
- Valse triste
- Serenata
- Melodie nach einem bulgarischen Motiv

Daneben entstanden ca. 20 Transkriptionen für die gleiche Besetzung nach Werken berühmter Komponisten (u. a. von Mozart, Chopin, Schubert, Schumann). Cerné sagte hierzu in einem Interview:

„Prihoda und ich haben uns gemeinsam verpflichtet, für einen großen deutschen Verlag jährlich eine Reihe von Bearbeitungen älterer Konzertstücke zu liefern, und ich darf wohl das Geheimnis ausplaudern: Geschaffen werden diese Bearbeitungen im Eisenbahnwagen [...] Die Bürstenabzüge der bereits gestochenen Noten werden uns in die Städte, wo wir konzertieren, nachgeschickt und dann werden auf der Weiterreise im nächsten Schlafwagen die Korrekturen gemacht.“

Weitere zehn dieser Transkriptionen wurden unter Prihodas Namen veröffentlicht.

### Operetten und Lieder (Auswahl)
- Musik zur Operette „Veilchenredoute“, 1941 (komponiert um 1936) (Text: Hans Adler), uraufgeführt am 27. Januar 1942 am Stadttheater Wien[7]
- Venedig träumt (Text: Heinz Gröger), 1937
- Wie spricht der kleine Dackel? Lied und Foxtrott aus dem Film „Auf Freiersfüßen“ (Text: Erich Meder), 1939
- Nachtlied (veröffentlicht im Erna Sack-Album, Universal-Edition, 1940)
- weitere Schlager und Lieder[8]

## Aufnahmen
Wolfgang Wendel weist insgesamt 79 Aufnahmen von Cerné mit Prihoda nach.

## Hörproben
- Charles Cerné im Hintergrund am Klavier - aus dem Film „Blumen aus Nizza“
- Charles Cerné mit Vasa Prihoda - Mozart/Cerné, Türkischer Marsch KV 331, ca. 1926/27
- Charles Cerné mit Vasa Prihoda - Schubert/Cerné, Wiegenlied D.498